# Shiga (Shiga)
Shiga (jap. 志賀町, -chō) war eine Stadt im Shiga-gun in der japanischen Präfektur Shiga.

## Geschichte
Shiga entstand am 1. Oktober 1955 aus dem Zusammenschluss der Mura Kido (木戸村, -mura), Komatsu (小松村, -mura) und Wani (和邇村, -mura).
Bereits vorher gab es im selben Gun ein Mura gleichen Namens, aber in einer anderen Schreibweise, die ebenfalls im Namen der Gun und der Präfektur verwendet wurde: Shiga (滋賀村, -mura). Dieses Mura wurde jedoch bereits 1932 in Ōtsu eingemeindet.
Am 20. März 2006 wurde ebenfalls die Machi Shiga in Ōtsu eingemeindet. Als vorher einzig verbliebene Gemeinde im Gun, wurde dieser daraufhin aufgelöst.

## Verkehr
- Straße:
  - Nationalstraße 161
- Zug:
  - JR Kosei-Linie

## Bildung
In Shiga befanden sich 4 Grund- und 2 Mittelschulen, davon eine zum Biwako Seikei Sport College (びわこ成蹊スポーツ大学, Biwako seikei supōtsu daigaku) gehörend.